# Lahitère
Lahitère település Franciaországban, Haute-Garonne megyében. Lakosainak száma 53 fő (2022. január 1.). Lahitère Sainte-Croix-Volvestre, Montberaud és Montesquieu-Volvestre községekkel határos.

## Népesség
A település népességének változása:
| Lakosok száma | 49   | 50   | 33   | 51   | 48   | 54   | 60   | 66   | 62   | 53   |
|               | 1968 | 1982 | 1990 | 2006 | 2013 | 2015 | 2017 | 2019 | 2020 | 2022 |